# Coptochiroides laotianus
Coptochiroides laotianus är en skalbaggsart som beskrevs av Cervenka 2005. Coptochiroides laotianus ingår i släktet Coptochiroides och familjen Aphodiidae. Inga underarter finns listade i Catalogue of Life.